# جان پل جونز
جان پل جونز(به انگلیسی: John Paul Jones)(زاده ۶ ژوئیه ۱۷۴۷- مرگ ۱۸ ژوئیه ۱۷۹۲) نخستین رزمنده دریایی شناخته‌شدهٔ آمریکایی در خلال جنگ استقلال آمریکا بود. اقدامات او در آب‌های زیر نظر انگلستان و اثر کارهایش سبب نام‌آوری او شده‌است.
او نشان‌ها و جایزه‌های بسیاری از جمله لژیون دونور، شوالیه، نشان شایستگی نظامی و... را در زمان زندگیش دریافت داشت.

## زندگی‌نامه
او زادهٔ اسکاتلند بود. با شکل گرفتن انقلاب در آمریکا او به فیلادلفیا رفت تا به نیروی دریایی تازه شکل‌گرفتهٔ آمریکا بپیوندد. او نخستین فردی بود که توانست به درجهٔ ستوان یکمی در نیروی دریایی آن کشور برسد. او از ۱۷۷۶ به کشتی‌های بازرگانی انگلیسی می‌تاخت. آسیب‌هایی که او به نیروی دریایی انگلستان وارد ورد سبب دادن لقب شوالیه از سوی پادشاه فرانسه بدو شد. انگلیسی‌ها ولی از او در این زمان به عنوان یک دزد دریایی نام می‌بردند.
او از ۱۷۸۸ که در اروپا بیکار شده‌بود به خدمت نیروی دریایی روسیه درآمد. کاترین دوم شهبانوی روسیه به او اطمینان بسیار داشت. جونز در این زمان نام پاول جونز را برگزید، تابعیت روسی پذیرفت و منصب دریاداری یافت. او در دریای سیاه به جنگ با عثمانیها پرداخت ولی رشک رقیبان و بدگویی ایشان سبب فراخواندن وی به سن پترزبورگ و گسیلش به دریای شمال بود. در آنجا هم او گرفتار تهمت‌های بداندیشان و نیز بیکاری بود. پس در ۱۷۹۰ به پاریس بازگشت. وی که گرفتار توموری بدخیم مغزی بود در پاریس درگذشت.